# Jordløse Kirke
Jordløse Kirke er kirken for Jordløse Sogn og ligger midt i landsbyen Jordløse ved landevej 329 på Sydvestfyn i Region Syddanmark.
Jordløse kirke er bygget omkring år 1200. Den blev helgenviet til Skt. Jost – en helgen, der led martyrdøden i Rom i år 165. Sct. Jost forbindes med helbredende kræfter, og mange er valfartet til Jordløse i middelalderen. Kirken har sengotiske hvælvinger og tårn af munkesten, og den ene af klokkerne er fra 1467.
Ejerskabet til kirken efter reformationen er lidt usikkert, men det er herskaberne på godset Søbo, der er begravet i krypten under alteret. Angiveligt blev Jordløse kirketiende i 1678 solgt til Sophie Bille, der sammen med sin mand Mogens Rosenkrantz på de tidspunkt ejede Søbo og Damsbo godser. Damsbo gods, Jordløse kirke og byens bøndergods overgik i 1760 til stamhuset Hvedholm, senere grevskabet Brahesminde. I 1909 overtog menighedsrådet ansvaret for Jordløse Kirke.
Jordløse præstegård, der ligger over for kirken, er firlænget, har bindingsværk og stråtag. Den nedbrændte og blev genopført i 1735. I 1981 nedbrændte præstegården igen, hvorpå den blev genopført i samme skikkelse i 1982-83.

## Eksterne kilder og henvisninger
- Wikimedia Commons har flere filer relateret til Jordløse Kirke
- Jordløse Kirke Arkiveret 31. januar 2011 hos  Wayback Machine hos nordenskirker.dk
- Jordløse Kirke hos KortTilKirken.dk
- Kirkens beskrivelse hos Trap: Kongeriget Danmark, 3. udg., 2. bind, s. 501/502